# توسعه و ترویج روستایی
توسعه و ترویج روستایی کتابی از اسماعیل شهبازی است که در سال ۱۳۷۲ منتشر و در مراسم کتاب سال جمهوری اسلامی ایران به‌عنوان کتاب برگزیده معرفی شد.